# FA Cup 1952/53
Der FA Cup 1952/53 war die 72. Austragung des The Football Association Challenge Cup (meist als FA Cup bekannt).
Der Pokalwettbewerb startete mit der Qualifikation zwischen dem 13. September 1952 und dem 17. November 1952. Die Hauptrunde begann anschließend ab dem 22. November 1952 und endete mit dem Finale in Wembley in London am 2. Mai 1953 vor einer Kulisse von offiziell 100.000 Zuschauern. Sieger des Wettbewerbs wurde zum ersten Mal der FC Blackpool. Unterlegener Finalist waren die Bolton Wanderers.

## Wettbewerb

### Erste Hauptrunde
| Datum             |                         | Ergebnis |                        |
| ----------------- | ----------------------- | -------- | ---------------------- |
| 22. November 1952 | FC Aldershot            | 0:0      | FC Millwall            |
| 22. November 1952 | Bath City               | 3:1      | Southend United        |
| 22. November 1952 | Beighton Miners Welfare | 0:3      | AFC Wrexham            |
| 22. November 1952 | Boston United           | 1:2      | Oldham Athletic        |
| 22. November 1952 | Bradford City           | 4:0      | FC Rhyl                |
| 22. November 1952 | Bradford Park Avenue    | 2:1      | AFC Rochdale           |
| 22. November 1952 | FC Chester              | 0:1      | Hartlepools United     |
| 22. November 1952 | FC Chesterfield         | 1:0      | AFC Workington         |
| 22. November 1952 | Coventry City           | 2:0      | Bristol City           |
| 22. November 1952 | Crystal Palace          | 1:1      | FC Reading             |
| 22. November 1952 | FC Darlington           | 2:3      | Grimsby Town           |
| 22. November 1952 | Halifax Town            | 1:1      | Ashton United          |
| 22. November 1952 | Gainsborough Trinity    | 1:1      | FC Netherfield         |
| 22. November 1952 | AFC Gateshead           | 2:0      | Crewe Alexandra        |
| 22. November 1952 | Grays Athletic          | 0:5      | AFC Llanelli           |
| 22. November 1952 | Guildford City          | 2:2      | Great Yarmouth Town    |
| 22. November 1952 | FC Hendon               | 0:0      | Northampton Town       |
| 22. November 1952 | Horden CW               | 1:2      | Accrington Stanley     |
| 22. November 1952 | Ipswich Town            | 2:2      | AFC Bournemouth        |
| 22. November 1952 | Kidderminster Harriers  | 0:1      | FC Finchley            |
| 22. November 1952 | FC Leyton               | 0:0      | Hereford United        |
| 22. November 1952 | Leyton Orient           | 1:1      | Bristol Rovers         |
| 22. November 1952 | FC Leytonstone          | 0:2      | FC Watford             |
| 22. November 1952 | AFC Newport County      | 2:1      | FC Walsall             |
| 22. November 1952 | FC North Shields        | 3:6      | Stockport County       |
| 22. November 1952 | Peterborough United     | 2:1      | Torquay United         |
| 22. November 1952 | Port Vale               | 2:1      | Exeter City            |
| 22. November 1952 | Queens Park Rangers     | 2:2      | Shrewsbury Town        |
| 22. November 1952 | FC Scarborough          | 0:8      | Mansfield Town         |
| 22. November 1952 | Scunthorpe United       | 1:0      | Carlisle United        |
| 22. November 1952 | Selby Town              | 1:5      | FC Bishop Auckland     |
| 22. November 1952 | FC Southport            | 3:1      | Bangor City            |
| 22. November 1952 | Swindon Town            | 5:0      | FC Newport (IOW)       |
| 22. November 1952 | Tonbridge Angels        | 2:2      | Norwich City           |
| 22. November 1952 | Tranmere Rovers         | 8:1      | AFC Ashington          |
| 22. November 1952 | Walthamstow Avenue      | 2:2      | FC Wimbledon           |
| 22. November 1952 | AFC Wellington          | 1:1      | FC Gillingham          |
| 22. November 1952 | FC Weymouth             | 1:1      | Colchester United      |
| 22. November 1952 | Yeovil Town             | 1:4      | Brighton & Hove Albion |
| 22. November 1952 | York City               | 1:2      | AFC Barrow             |

#### Wiederholungsspiele
| Datum             |                     | Ergebnis |                      |
| ----------------- | ------------------- | -------- | -------------------- |
| 24. November 1952 | Bristol Rovers      | 1:0      | Leyton Orient        |
| 25. November 1952 | Ashton United       | 1:2      | Halifax Town         |
| 26. November 1952 | AFC Bournemouth     | 2:2      | Ipswich Town         |
| 26. November 1952 | FC Gillingham       | 3:0      | AFC Wellington       |
| 26. November 1952 | FC Reading          | 1:3      | Crystal Palace       |
| 26. November 1952 | FC Wimbledon        | 0:3      | Walthamstow Avenue   |
| 27. November 1952 | Colchester United   | 4:0      | FC Weymouth          |
| 27. November 1952 | Great Yarmouth Town | 1:0      | Guildford City       |
| 27. November 1952 | Hereford United     | 3:2      | FC Leyton            |
| 27. November 1952 | FC Millwall         | 7:1      | FC Aldershot         |
| 27. November 1952 | FC Netherfield      | 0:3      | Gainsborough Trinity |
| 27. November 1952 | Northampton Town    | 2:0      | FC Hendon            |
| 27. November 1952 | Norwich City        | 1:0      | Tonbridge Angels     |
| 27. November 1952 | Shrewsbury Town     | 2:2      | Queens Park Rangers  |
| 1. Dezember 1952  | Ipswich Town        | 3:2      | AFC Bournemouth      |
| 1. Dezember 1952  | Queens Park Rangers | 1:4      | Shrewsbury Town      |

### Zweite Hauptrunde
| Datum             |                        | Ergebnis |                      |
| ----------------- | ---------------------- | -------- | -------------------- |
| 6. Dezember 1952  | Accrington Stanley     | 0:2      | Mansfield Town       |
| 6. Dezember 1952  | AFC Barrow             | 2:2      | FC Millwall          |
| 6. Dezember 1952  | FC Bishop Auckland     | 1:4      | Coventry City        |
| 6. Dezember 1952  | Bradford City          | 1:1      | Ipswich Town         |
| 6. Dezember 1952  | Bradford Park Avenue   | 1:2      | AFC Gateshead        |
| 6. Dezember 1952  | Brighton & Hove Albion | 2:0      | Norwich City         |
| 6. Dezember 1952  | Colchester United      | 3:2      | AFC Llanelli         |
| 6. Dezember 1952  | Halifax Town           | 4:2      | FC Southport         |
| 6. Dezember 1952  | Great Yarmouth Town    | 1:2      | AFC Wrexham          |
| 6. Dezember 1952  | Grimsby Town           | 1:0      | Bath City            |
| 6. Dezember 1952  | Hereford United        | 0:0      | Scunthorpe United    |
| 6. Dezember 1952  | AFC Newport County     | 2:1      | Gainsborough Trinity |
| 6. Dezember 1952  | Peterborough United    | 0:1      | Bristol Rovers       |
| 6. Dezember 1952  | Port Vale              | 0:3      | Oldham Athletic      |
| 6. Dezember 1952  | Shrewsbury Town        | 0:0      | FC Chesterfield      |
| 6. Dezember 1952  | Stockport County       | 3:1      | FC Gillingham        |
| 6. Dezember 1952  | Swindon Town           | 2:0      | Northampton Town     |
| 6. Dezember 1952  | Tranmere Rovers        | 2:1      | Hartlepools United   |
| 6. Dezember 1952  | Walthamstow Avenue     | 1:1      | FC Watford           |
| 10. Dezember 1952 | FC Finchley            | 3:1      | Crystal Palace       |

#### Wiederholungsspiele
| Datum             |                   | Ergebnis |                    |
| ----------------- | ----------------- | -------- | ------------------ |
| 10. Dezember 1952 | FC Chesterfield   | 2:4      | Shrewsbury Town    |
| 10. Dezember 1952 | Ipswich Town      | 5:1      | Bradford City      |
| 10. Dezember 1952 | FC Millwall       | 4:1      | AFC Barrow         |
| 10. Dezember 1952 | FC Watford        | 1:2      | Walthamstow Avenue |
| 11. Dezember 1952 | Scunthorpe United | 2:1      | Hereford United    |

### Dritte Hauptrunde
| Datum           |                     | Ergebnis |                         |
| --------------- | ------------------- | -------- | ----------------------- |
| 10. Januar 1953 | FC Arsenal          | 4:0      | Doncaster Rovers        |
| 10. Januar 1953 | Aston Villa         | 3:1      | FC Middlesbrough        |
| 10. Januar 1953 | FC Barnsley         | 4:3      | Brighton & Hove Albion  |
| 10. Januar 1953 | FC Brentford        | 2:1      | Leeds United            |
| 10. Januar 1953 | Derby County        | 4:4      | FC Chelsea              |
| 10. Januar 1953 | FC Everton          | 3:2      | Ipswich Town            |
| 10. Januar 1953 | Halifax Town        | 3:1      | Cardiff City            |
| 10. Januar 1953 | AFC Gateshead       | 1:0      | FC Liverpool            |
| 10. Januar 1953 | Grimsby Town        | 1:3      | FC Bury                 |
| 10. Januar 1953 | Huddersfield Town   | 2:0      | Bristol Rovers          |
| 10. Januar 1953 | Hull City           | 3:1      | Charlton Athletic       |
| 10. Januar 1953 | Leicester City      | 2:4      | Notts County            |
| 10. Januar 1953 | Lincoln City        | 1:1      | Southampton             |
| 10. Januar 1953 | Luton Town          | 6:1      | Blackburn Rovers        |
| 10. Januar 1953 | Manchester City     | 7:0      | Swindon Town            |
| 10. Januar 1953 | Mansfield Town      | 0:1      | Nottingham Forest       |
| 10. Januar 1953 | FC Millwall         | 0:1      | Manchester United       |
| 10. Januar 1953 | AFC Newport County  | 1:4      | Sheffield United        |
| 10. Januar 1953 | Oldham Athletic     | 1:3      | Birmingham City         |
| 10. Januar 1953 | Plymouth Argyle     | 4:1      | Coventry City           |
| 10. Januar 1953 | FC Portsmouth       | 1:1      | FC Burnley              |
| 10. Januar 1953 | Preston North End   | 5:2      | Wolverhampton Wanderers |
| 10. Januar 1953 | Rotherham United    | 2:2      | Colchester United       |
| 10. Januar 1953 | Sheffield Wednesday | 1:2      | FC Blackpool            |
| 10. Januar 1953 | Shrewsbury Town     | 2:0      | FC Finchley             |
| 10. Januar 1953 | Stoke City          | 2:1      | AFC Wrexham             |
| 10. Januar 1953 | AFC Sunderland      | 1:1      | Scunthorpe United       |
| 10. Januar 1953 | Tranmere Rovers     | 1:1      | Tottenham Hotspur       |
| 10. Januar 1953 | Walthamstow Avenue  | 2:1      | Stockport County        |
| 10. Januar 1953 | West Ham United     | 1:4      | West Bromwich Albion    |
| 14. Januar 1953 | Bolton Wanderers    | 3:1      | FC Fulham               |
| 14. Januar 1953 | Newcastle United    | 3:0      | Swansea Town            |

#### Wiederholungsspiele
| Datum           |                   | Ergebnis |                  |
| --------------- | ----------------- | -------- | ---------------- |
| 12. Januar 1953 | Tottenham Hotspur | 9:1      | Tranmere Rovers  |
| 13. Januar 1953 | FC Burnley        | 3:1      | FC Portsmouth    |
| 14. Januar 1953 | FC Chelsea        | 1:0      | Derby County     |
| 14. Januar 1953 | FC Southampton    | 2:1      | Lincoln City     |
| 15. Januar 1953 | Colchester United | 0:2      | Rotherham United |
| 15. Januar 1953 | Scunthorpe United | 1:2      | AFC Sunderland   |

### Vierte Hauptrunde
| Datum           |                   | Ergebnis |                      |
| --------------- | ----------------- | -------- | -------------------- |
| 31. Januar 1953 | FC Arsenal        | 6:2      | FC Bury              |
| 31. Januar 1953 | Aston Villa       | 0:0      | FC Brentford         |
| 31. Januar 1953 | FC Blackpool      | 1:0      | Huddersfield Town    |
| 31. Januar 1953 | Bolton Wanderers  | 1:1      | Notts County         |
| 31. Januar 1953 | FC Burnley        | 2:0      | AFC Sunderland       |
| 31. Januar 1953 | FC Chelsea        | 1:1      | West Bromwich Albion |
| 31. Januar 1953 | FC Everton        | 4:1      | Nottingham Forest    |
| 31. Januar 1953 | Halifax Town      | 1:0      | Stoke City           |
| 31. Januar 1953 | Hull City         | 1:2      | AFC Gateshead        |
| 31. Januar 1953 | Manchester City   | 1:1      | Luton Town           |
| 31. Januar 1953 | Manchester United | 1:1      | Walthamstow Avenue   |
| 31. Januar 1953 | Newcastle United  | 1:3      | Rotherham United     |
| 31. Januar 1953 | Plymouth Argyle   | 1:0      | FC Barnsley          |
| 31. Januar 1953 | Preston North End | 2:2      | Tottenham Hotspur    |
| 31. Januar 1953 | Sheffield United  | 1:1      | Birmingham City      |
| 31. Januar 1953 | Shrewsbury Town   | 1:4      | FC Southampton       |

#### Wiederholungsspiele
| Datum            |                      | Ergebnis |                      |
| ---------------- | -------------------- | -------- | -------------------- |
| 4. Februar 1953  | Birmingham City      | 3:1      | Sheffield United     |
| 4. Februar 1953  | FC Brentford         | 1:2      | Aston Villa          |
| 4. Februar 1953  | Luton Town           | 5:1      | Manchester City      |
| 4. Februar 1953  | Tottenham Hotspur    | 1:0      | Preston North End    |
| 4. Februar 1953  | West Bromwich Albion | 0:0      | FC Chelsea           |
| 5. Februar 1953  | Notts County         | 2:2      | Bolton Wanderers     |
| 5. Februar 1953  | Walthamstow Avenue   | 2:5      | Manchester United    |
| 9. Februar 1953  | Bolton Wanderers     | 1:0      | Notts County         |
| 9. Februar 1953  | FC Chelsea           | 1:1      | West Bromwich Albion |
| 11. Februar 1953 | West Bromwich Albion | 0:4      | FC Chelsea           |

### Fünfte Hauptrunde
| Datum            |                  | Ergebnis |                   |
| ---------------- | ---------------- | -------- | ----------------- |
| 14. Februar 1953 | FC Blackpool     | 1:1      | FC Southampton    |
| 14. Februar 1953 | FC Burnley       | 0:2      | FC Arsenal        |
| 14. Februar 1953 | FC Chelsea       | 0:4      | Birmingham City   |
| 14. Februar 1953 | FC Everton       | 2:1      | Manchester United |
| 14. Februar 1953 | Halifax Town     | 0:3      | Tottenham Hotspur |
| 14. Februar 1953 | Luton Town       | 0:1      | Bolton Wanderers  |
| 14. Februar 1953 | Plymouth Argyle  | 0:1      | AFC Gateshead     |
| 14. Februar 1953 | Rotherham United | 1:3      | Aston Villa       |

#### Wiederholungsspiel
| Datum            |                | Ergebnis |              |
| ---------------- | -------------- | -------- | ------------ |
| 18. Februar 1953 | FC Southampton | 1:2      | FC Blackpool |

### Sechste Hauptrunde
| Datum            |                 | Ergebnis |                   |
| ---------------- | --------------- | -------- | ----------------- |
| 28. Februar 1953 | FC Arsenal      | 1:2      | FC Blackpool      |
| 28. Februar 1953 | Aston Villa     | 0:1      | FC Everton        |
| 28. Februar 1953 | Birmingham City | 1:1      | Tottenham Hotspur |
| 28. Februar 1953 | AFC Gateshead   | 0:1      | Bolton Wanderers  |

#### Wiederholungsspiele
| Datum        |                   | Ergebnis |                   |
| ------------ | ----------------- | -------- | ----------------- |
| 4. März 1953 | Tottenham Hotspur | 2:2      | Birmingham City   |
| 9. März 1953 | Birmingham City   | 0:1      | Tottenham Hotspur |

### Halbfinale
Die beiden Spiele wurden am 21. März 1953 ausgetragen.
|                  | Ergebnis |                   | Ort        |
| ---------------- | -------- | ----------------- | ---------- |
| FC Blackpool     | 2:1      | Tottenham Hotspur | Birmingham |
| Bolton Wanderers | 4:3      | FC Everton        | Manchester |

### Finale
| FC Blackpool                             | FC Blackpool | Bolton Wanderers | Bolton Wanderers | Aufstellung                                     |
| ---------------------------------------- | --- | --- | ---------------- | ----------------------------------------------- |
| FC Blackpool                             | \| Finale \| \| Samstag, 2. Mai 1953 in London (Wembley) \| \| Ergebnis: 4:3 (1:2) \| \| Zuschauer: 100.000 \| \| Schiedsrichter: Mervyn Griffiths \| \| Spielbericht \|                    | \| Finale \| \| Samstag, 2. Mai 1953 in London (Wembley) \| \| Ergebnis: 4:3 (1:2) \| \| Zuschauer: 100.000 \| \| Schiedsrichter: Mervyn Griffiths \| \| Spielbericht \|             | Bolton Wanderers | Aufstellung FC Blackpool gegen Bolton Wanderers |
| FC Blackpool                             | George Farm – Eddie Shimwell, Tommy Garrett – Ewan Fenton, Harry Johnston, Cyril Robinson – Stanley Matthews, Ernie Taylor, Stan Mortensen, Jackie Mudie, Bill Perry Cheftrainer: Joe Smith | Stan Hanson – John Ball, Ralph Banks – Johnny Wheeler, Malcolm Barrass, Eric Bell – Doug Holden, Willie Moir, Nat Lofthouse, Harold Hassall, Bobby Langton Cheftrainer: Bill Ridding | Bolton Wanderers | Aufstellung FC Blackpool gegen Bolton Wanderers |
| FC Blackpool                             | 1:1 Stan Mortensen (35.) 2:3 Stan Mortensen (68.) 3:3 Stan Mortensen (89.) 4:3 Bill Perry (90.+2')                                                                                          | 0:1 Nat Lofthouse (2.) 1:2 Willie Moir (39.) 1:3 Eric Bell (55.) | Bolton Wanderers | Aufstellung FC Blackpool gegen Bolton Wanderers |
| Finale                                   | | |                  |                                                 |
| Samstag, 2. Mai 1953 in London (Wembley) | | |                  |                                                 |
| Ergebnis: 4:3 (1:2)                      | | |                  |                                                 |
| Zuschauer: 100.000                       | | |                  |                                                 |
| Schiedsrichter: Mervyn Griffiths         | | |                  |                                                 |
| Spielbericht                             | | |                  |                                                 |